# Warg (Tolkien)
Wargs zijn fictieve wezens in de fantasyboeken van J.R.R. Tolkien. Ze zijn gebaseerd op de wargs (of worgs) uit de Noordse mythologie.
Tolkiens Wargs zijn grote, demonische, wolfachtige wezens met een eigen taal. In De Hobbit werken ze samen met en laten ze zich berijden door orks. Samen doen de orks en Wargs daar pogingen om de dertien dwergen, Gandalf en Bilbo te doden en vechten ze zij aan zij in de slag der vijf legers. In De Hobbit leven ze ten oosten van de Nevelbergen maar in In de ban van de Ring blijken ze ook in Eriador voor te komen, een van de groepen daar valt het Reisgenootschap van de Ring aan als die op weg is naar Moria. In de verfilming van Peter Jackson heeft Saruman er ook een aantal laten vangen en temmen en berijden door zijn orks.
Ze kwamen voor het eerst voor in The Tale of Tinúviel, een verhaal geschreven in de jaren 1920 en na Tolkiens dood uitgegeven als onderdeel van The History of Middle-earth. De Wargs komen ook voor in De Hobbit en In de Ban van de Ring.

## Andere soorten wargs
Wargs komen ook voor als Worgs in World of Warcraft. Ze zijn niet zozeer demonisch, maar wel groter en intelligenter. Wargs en Worgs moeten niet worden verward met Worgen (een humanoïde ras).
Ook auteur George R.R. Martin gebruikt wargs in zijn boekenreeks Het lied van ijs en vuur. Ook in de op de boeken gebaseerde tv-serie Game of Thrones zijn ze te zien. In dit geval zijn het geen demonische wezens, maar wordt een gedaanteverwissellaar een warg genoemd. Bekende wargs zijn Bran Stark en de wildling Orell.